# Рани-Лист
Рани-Лист (болг. Рани лист) — село в Болгарии. Находится в Кырджалийской области, входит в общину Кырджали. Население составляет 793 человека.

## Политическая ситуация
В местном кметстве Рани-Лист, в состав которого входит Рани-Лист, должность кмета (старосты) исполняет Файтин Нури Мурад (Движение за права и свободы (ДПС)) по результатам выборов правления кметства.
Кмет (мэр) общины Кырджали — Хасан Азис (Движение за права и свободы (ДПС)) по результатам выборов в правление общины.